# Галактіонов Максим Євгенович
Галактіонов Максим Євгенович — капітан Збройних сил України, псевдо «Грифон».

## З життєпису
Виводив з оточення в Іловайському котлі 79-ту окрему аеромобільну бригаду біля Дякового. Замість українських позицій знайшли випалену «градами» землю. Лейтенант Галактіонов очолив групу на танку та 2-х БТРах. Довелося на березі водосховища прийняти бій з терористами.
Брав участь у боях за ДАП. З 18 підлеглими відбив кількагодинний бій, ліквідувавши чимало терористів, втрати склали 3 пораненими, зуміли вибратися на 2-х підоспілих БТРах.
Станом на листопад 2016-го — командир аеромобільної роти.

## Нагороди
- лейтенанта Максима Галактіонова орденом Богдана Хмельницького III ступеня (8.09.2014)